# Оксана Лада
Оксана Лада (нар. 3 березня 1976, Івано-Франківськ, Україна) — українська акторка, відома своєю роллю Ірини Пельциної у американському серіалі «Клан Сопрано». Саме завдяки цій ролі вона стала відомою в США.

## Біографія
Народилась у місті Івано-Франківськ 1976 року. Після школи вивчала економіку та інженерію в Івано-Франківському університеті нафти і газу та займалась моделюванням.  
Після еміграції до США навчалася в W.H. Studios у Вінна Гендмена, відомого своєю роботою з Дензелом Вашингтоном, Алеком Болдуіном, Джеймсом Кааном, Річардом Гіром та Майклом Дугласом. 
Здобула визнання граючи у виставі «Трійця» на Офф-Бродвеї, за що була номінована на премію Драма Деск 1995 року. Згодом зіграла незначну роль продавця весільних плать у першій серії другого сезону серіалу «30 потрясінь».
Відзначилась також роллю у серіалі Netflix «Помаранчевий — новий хіт сезону», де грала Улю. Також епізодично знялася у детективному серіалі CBS «Нью-Йорк 22» та комедійному — «До смерті гарна». Останньою її роботою є роль у фільмі «Велика здобич», вихід якого запланований на листопад 2017 року.
Після Інавгурації Дональда Трампа була запрошена на Інавгураційний балл, ставши разом з Кейтлін Дженнер єдиними представниками Голлівуду на заході.